# Фэррис, Вудбридж
Ву́дбридж На́тан Фэ́ррис (англ.Woodbridge Nathan Ferris; 6 января 1853, Спенсер — 23 марта 1928, Вашингтон) — американский педагог из Нью-Йорка, Иллинойса и Мичигана, занимавший пост губернатора штата Мичиган с 1913 по 1917 год и представлял штат в Сенате Соединенных Штатов от Демократической партии США с 1923 года по день смерти.

## Ранняя жизнь
Родился в семье Джона Фэрриса-младшего и Эстеллы Феррис (до замужества — Рид) в бревенчатой хижине недалеко от Спенсера и с 1870 по 1873 год посещал академии Спенсера, Кандора и Овиго, а также Школу нормальной подготовки в Осуиго (ныне — Университет штата Нью-Йорк в Осуиго). Он учился на медицинском факультете Мичиганского университета с 1873 по 1874 год.
В апреле 1874 года вернулся в свой родной штат и 23 декабря в Фултоне женился на Хелен Фрэнсис Гиллеспи (родилась 7 сентября 1853 года). У пары было трое сыновей: Карлтон Гиллеспи (1876—1961), Клиффорд Уэнделл (1881, умер через три месяца) и Фелпс Фитч (1889—1935). 
Преподавал в Академии Спенсера с 1874 по 1875 год. Затем переехал во Фрипорт и был директором бизнес-колледжа и академии Фрипорта с 1875 по 1876 год, а затем главой штатного отделения Университета Рок-Ривер в 1876—1877 годах. Затем он преподавал в Диксоне, где он также был одним из основателей Бизнес-колледжа и академии Диксона в 1877—1879 годах. Затем был суперинтендантом школ в Питсфилде с 1879 по 1884 год.

## Карьера
Затем он поселился в Биг-Рэпидс, где в 1884 году основал Индустриальную школу Фэрриса (позднее — Университет штата имени Фэрриса). Там он получил прозвище «школьный учитель Биг-Рэпидс» и занимал пост её президента до своей смерти. Он также был президентом сберегательного банка Биг-Рапидс.
В 1892 году он неудачно выдвинулся кандидатом от Демократической партии от 11-го округа на выборах в Палату представителей США, потерпев поражение от Джона Эвери. В 1904 году он неудачно баллотировался на пост губернатора штата Мичиган, уступив республиканцу Фреду Уорнеру. В 1912 году он был делегатом Национального съезда Демократической партии, который выдвинул кандидатуру Вудро Вильсона на пост президента США.

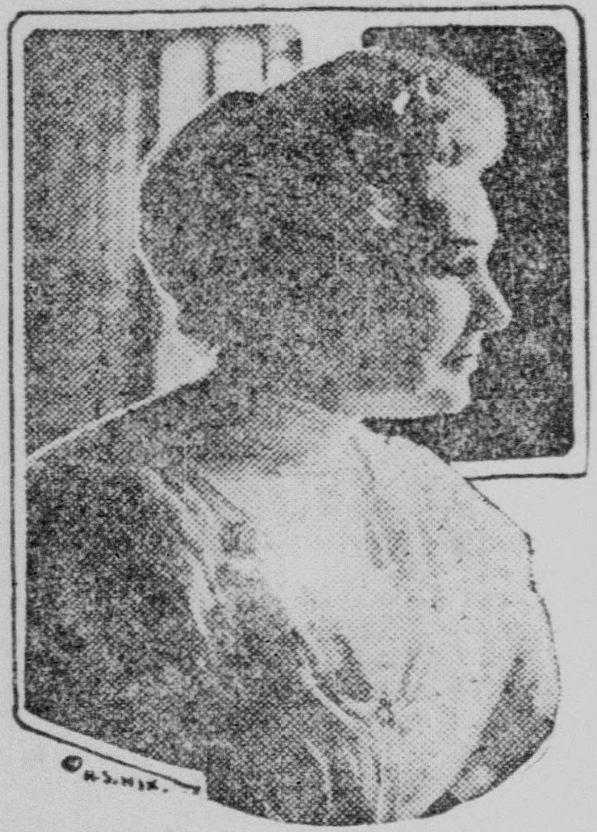
Изображение первой жены В.Фэрриса — Хелен. 1912 год.

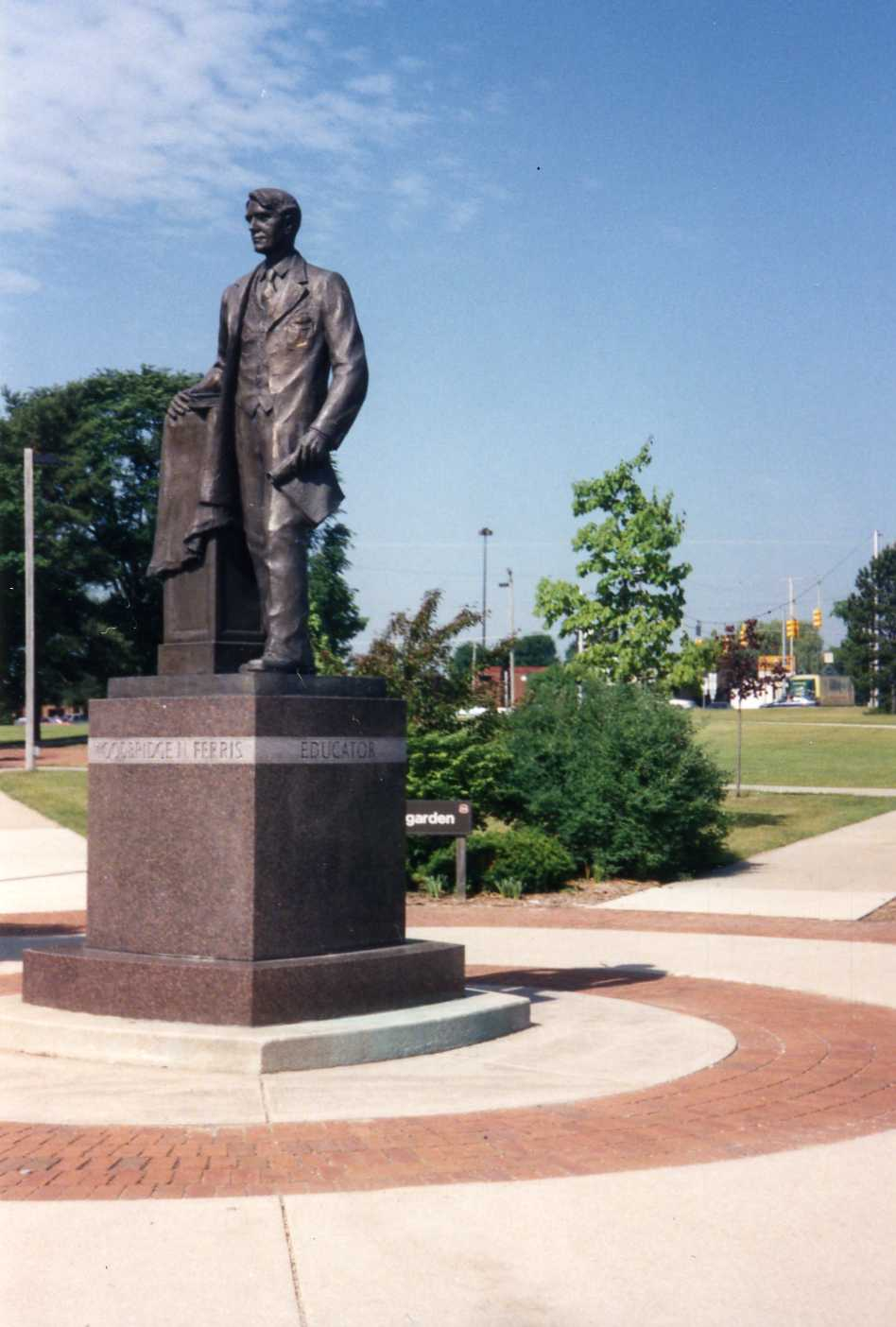
Памятник В.Фэррису во дворе Университета штата его имени. 1977 год.

В 1912 году был избран губернатором штата Мичиган, став первым демократическим губернатором этого штата за 20 лет, и занимал этот пост с 1913 по 1917 год. Во время его пребывания в должности были созданы фермерская колония для эпилептиков и туберкулезный санаторий в Центральном Мичигане. На его время приходится забастовка медников. В 1914 году, занимая пост губернатора, он был назначен почётным президентом Первой Национальной конференции по улучшению расы, проходившей в санатории Батл-Крик; из-за забастовки на шахте он не присутствовал на конференции. В 1916 году он снова был делегатом Национального съезда Демократической партии, который выдвинул кандидатуру президента Вудро Вильсона на переизбрание. Он также получил прозвище «добрый серый губернатор». 23 марта 1917 года, менее чем через три месяца после ухода с поста губернатора, его жена Хелен умерла после 43 лет брака.
В 1920 году он второй раз неудачно баллотировался на пост губернатора, потерпев поражение от республиканца Алекса Гросбека. 14 августа 1921 года он женился на Мэри Этель Мак-Клауд (1882—1954).
В 1922 году был избран в Сенат США, представляя штат вместе с республиканцем Джеймсом Кузенсом. Будучи сенатором и бывшим учителем, он поддержал создание федерального министерства образования. В 1924 году он снова был делегатом Национального съезда Демократической партии и впервые был выдвинут своими коллегами-делегатами в качестве кандидата на выдвижение в президенты. После получения 30 голосов в первом туре голосования, в результате которого его кандидатура заняла восьмое место, его реальные перспективы померкли, и его сторонники обратились к другим кандидатам. В итоге съезд выдвинул кандидатуру Джона Дэвиса, который проиграл Кэлвину Кулиджу.

## Смерть
23 марта 1928 года он умер от осложнений, вызванных пневмонией, находясь в должности сенатора. Это произошло ровно через 11 лет после смерти своей первой жены. Похоронен на кладбище «Хайлендвью» в Биг-Рапидс вместе со своей первой женой Хелен (куда впоследствии были также захоронены два его сына — Карлтон и Фелпс).

## Память
Во дворе Университета штата имени Ферриса установлена бронзовая статуя на пьедестале работы Аварда Фэрбанкса.